# سان ستيفانو جراند بلازا
سان ستيفانو جراند بلازا مجمع تجاري فندقي سكني ضخم، وهو برج شاهق يقع على الشاطيء في حي سان ستيفانو في مدينة الإسكندرية في مصر ويعد من أكبر وأفخم فنادق الشرق الأوسط

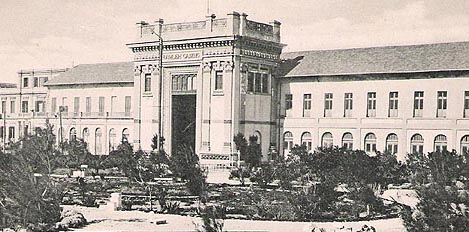
فندق وكازينو سان ستيفانو الرمل.

قبل بناء المجمع الحالي كان في ذات الموقع أكبر وأشهر فندق عرفته مدينة الأسكندرية في أوئل القرن العشرين وهو فندق وكازينو سان ستيفانو السابق.
وقد أغلق الفندق القديم لسنوات عديده حتى تم بيعه الي شركة مصرية خاصة بالعقارات، وهدم وانشئ محله المجمع الحالي «سان ستيفانو جراند بلازا».
يضم سان ستيفانو مركز تجاري كبير يحوي مجموعة من التوكيلات والمحال الفاخرة، كما يضم أكبر مجمع لدور السينما في المدينة أما الفندق فيضم وحدات رائعة جميعها تطل علي البحر، كما يضم مجمع سكني فاخر متعدد المزايا وجراج خاص بالسيارات.ويعد المبنى أعلى مبنى في مدينة الإسكندرية[بحاجة لمصدر] حيث ممكن ان يرى المبنى من مناطق بعيدة جدا عن حى سان ستيفانو ويبلغ ارتفاع المبنى ثلاثون طابقا.
يقع مجمع سان ستيفانو في موقع متميز بمدينة الإسكندرية، حيث يسهل الوصول إليه من محطة سيدي جابر والتي تبعد عنه3 كيلو متراً, وعن المطار 5 كيلو متراً وعن مدخل المدينة 10 كيلو متراً, وعن وسط المدينة حوالي 9 كيلو متراً.و مناظره الخلابة من المنتزه وحتى الميناء الشرقي. ويعتزم بناء شاطئ خاص للمجمع وميناء لليخوت.
ويمتاز مجمع سان ستيفانو بمساحته الهائلة التي تشمل الإطلالة علي أربعة شوارع منها طريق الكورنيش ومحطة ترام سان ستيفانو.